# Гайвер (фильм)
«Гайвер» (англ. Guyver) — американский фантастический боевик 1991 года снятый New Line Cinema совместно с Shochiku Films. Фильм снят по мотивам одноимённой манги Ёсики Такая.
Фильм рассказывает о Шоне Баркере — молодом парне, нашедшем инопланетный механизм под названием «Устройство», который превращает Баркера в гибридного инопланетного суперсолдата — «Гайвера». Баркер узнаёт, что крупная корпорация «Кронос» охотится за устройством и вскоре узнаёт, что сотрудники корпорации совсем не люди.
В 1994 году последовало продолжение под названием «Гайвер: Темный герой».

## Сюжет
Агент ЦРУ Макс Рид становится свидетелем убийства доктора Тэцу Сэгавы — учёного загадочной корпорации Хронос. Доктор Сэгава украл у Хронос инопланетное устройство «Гайвер» и перед своей смертью спрятал его в куче мусора на берегу реки Лос-Анджелес. Лискер — главарь банды, которая убила доктора — возвращает чемодан, в котором хранился Гайвер, президенту Хронос Фултону Балкусу, но тот обнаруживает только старый тостер внутри чемодана. В школе айкидо Рид сообщает о происшествии дочь доктора Сэгавы — Мидзуки, а в это время её парень Шон Баркер занимается в зале. Шон следует за Ридом и Мидзуки до места преступления, где он находит устройство Гайвер и прячет его к себе в рюкзак. По дороге домой его скутер ломается посреди глухого переулка после чего его окружает местная банда. Во время нападения Гайвер неожиданно активируется и сливается с Шоном. В новой бронированной форме Шон быстро расправляется с бандой, но шокирован своим внешним видом. После чего броня быстро исчезает в двух шрамах на его шее. 
Следующим вечером Шон идёт в гости к Мидзуки и узнаёт что его сенсей убит а Мидзуки похищена бандитами Лискера. С помощью Рида Шон спасает Мидзуки, после чего их преследует банда зоанойдов Лискера. Их загоняют на заброшенный склад, где бандиты держат Мидзуки и Шон в очередной раз превращается в Гайвера, чтобы сразиться с ними. Шон побеждает, пока не сталкивается с Лискером. Во время битвы Шон получает удар головой, что приводит к временному сбою Контроллера брони. Он убивает подругу Лискера, Вебер, но случайно нокаутирует Мидзуки, после чего на него набрасываются зоанойды и Лискер вырывает Контроллер из его лба, разрушая доспехи и, как кажется, убивая Шона.
Мидзуки приходит в себя в штаб квартире Хроноса, где Балкус показывает ей галерею зоанойдов и расспрашивает её о том как Шон смог активировать доспехи. Доктор Ист — глава отдела генетических исследований узнаёт что Контроллер восстанавливается и скоро станет новым Гайвером. Мидзуки после того, как видит, что сделали эксперименты корпорации с Ридом, нападает на Балкуса, хватает Контроллер и угрожает выкинуть его в камеру утилизации. Зоанойды пытаются отнять Контроллер, но он выпадает из её руки и его проглатывает доктор Ист. Внутри тела зоанойда Гайвер ускоряет свой рост и через пару мгновений разрывает тело доктора изнутри. Шон и Мидзуки освобождают Рида из экспериментальной камеры и Шон ещё раз борется с Лискером и побеждает его. Они уже хотят бежать, но Рид неожиданно превращается в зоанойда и из-за того, что его тело отвергает новую форму, умирает. Балкус превращается в свою истинную форму — Зоалорда и загоняет Шона в угол, но защитная система Гайвера активирует пушки Мега-сокрушители на его груди и уничтожают Балкуса и всю лабораторию. Шон выключает доспехи Гайвера, и они с Мидзуки покидают штаб квартиру Хроноса (со стороны за ними наблюдает коллега Рида полковник Кастл и зоанойд Страйкер).

## В ролях
- Джек Армстронг — Шон Баркер / Гайвер
- Марк Хэмилл — Макс Рид
- Вивьен У Цзюньмэй — Мидзуки Сэгава
- Дейвид Гейл — Фултон Балкус
- Джимми Уокер — Страйкер
- Майкл Берриман — Лискер
- Грег Пайк — доктор Тэцу Сэгава
- Питер Спеллос — Ремси